# Philipp Albrecht von Gemmingen

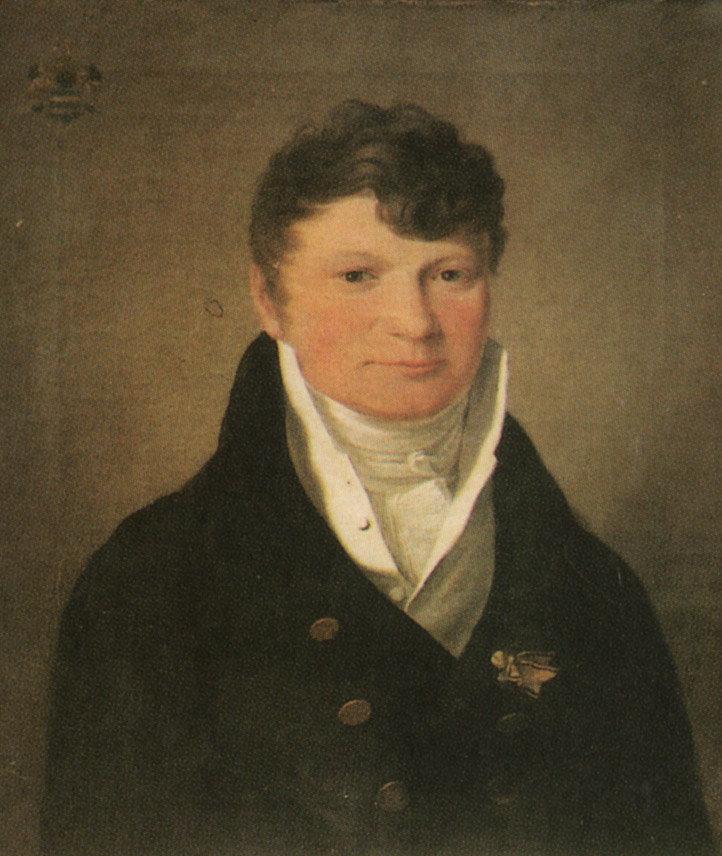
Philipp Albrecht von Gemmingen

Philipp Albrecht von Gemmingen (* 10. April 1782 in Bonfeld; † 16. April 1852 in Stuttgart) war württembergischer Generalmajor und Gestütsdirektor.

## Leben
Philipp Albrecht entstammt dem 2. Ast (Bonfeld) der II. Linie (Gemmingen und Guttenberg) der Freiherren von Gemmingen. Er war der jüngste der drei Söhne des badischen Kammerherrn und Ritterrats des Ritterkantons Kraichgau, Ludwig Eberhard von Gemmingen-Guttenberg (1750–1841), und der Louise Auguste Freiin von Saint-André (1752–1815). Er besuchte die Karlsschule in Stuttgart und war danach in österreichischen Militärdiensten, später in Diensten Württembergs. Auf württembergischer Seite nahm er am Winterfeldzug 1812 nach Russland teil, wo er bei Smolensk verwundet wurde. In die Heimat zurückgekehrt wurde er Direktor des Militärgestüts in Freudental. 1817 wurde er Leiter des Königlich Württembergischen Gestüts Weil und aller anderer königlicher Privatgestüte. Er bekleidete zuletzt den Rang eines Generalmajors und galt als vortrefflicher Pferdekenner, Reiter und Jäger.
1837 wurde Gemmingen mit dem Kommenturkreuz des Ordens der Württembergischen Krone ausgezeichnet.
Nach dem Tod seines Vaters wurde das väterliche Erbe (bestehend aus Bonfeld-Unterschloss, Guttenberg, Dammhof und Niedersteinach) zum Kondominat, das gemeinsam von Philipp Albrecht und seinen beiden älteren Brüdern Ludwig Reinhard (1777–1852) und Karl Friedrich (1779–1871) verwaltet wurde. Da Ludwig Reinhard kinderlos blieb, fiel an Philipp Albrechts Nachfahren insgesamt die Hälfte des Kondominats. Das Kondominat bestand bis 1932 fort.

## Familie

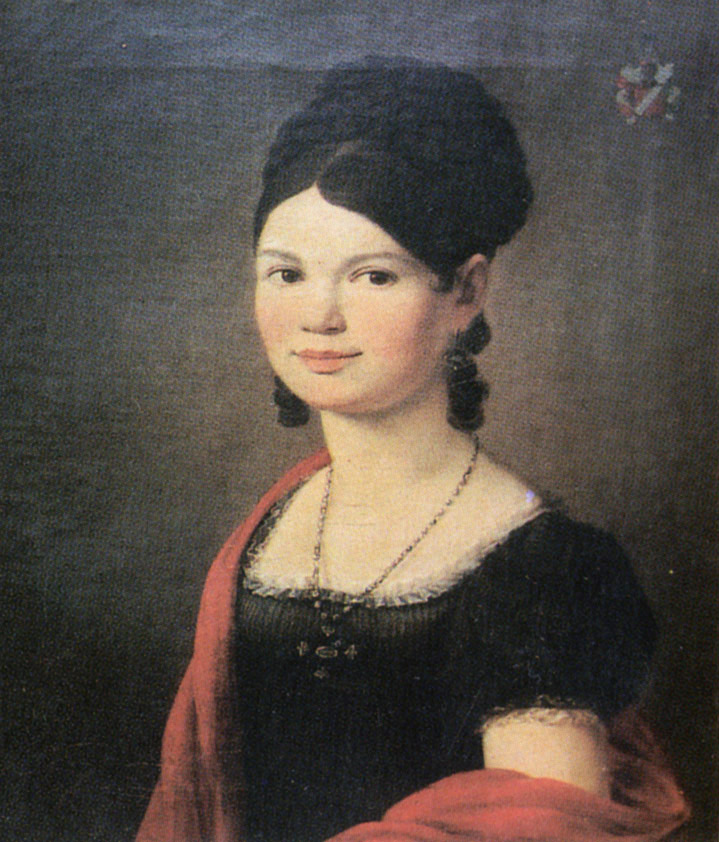
Porträt der ersten Gattin Emilie von Rauch (1795–1821)

Philipp Albrecht war in erster Ehe ab 1816 mit Emilie von Rauch (1795–1821), der Schwester der Heilbronner Papierfabrikanten Moriz von Rauch und Adolf von Rauch, und in zweiter Ehe ab 1826 mit Karoline von Lützow (1792–1853) verheiratet. Seine zweite Gattin war Hofdame der Königin Pauline von Württemberg, Tochter Louise heiratete 1851 den württembergischen Minister Karl von Waechter-Spittler.
Nachkommen:
- Moriz (1817–1883) ⚭ Helene von Rauch (1834–1908) (seine Cousine)
- Ernst Ludwig (1818–1880) ⚭ Julie Freiin Schaffalitzky von Mukadel (1828–1897)
- Louise (* 1821) ⚭ Karl von Waechter-Spittler  (* 26. April 1798; † 21. Juni 1874)
- Wilhelm (1827–1920) ⚭ Eugenie Gräfin von Zeppelin (1836–1911)
- Karl (1830–1852), Offizier